# Zuschlag für ungenaues Halten

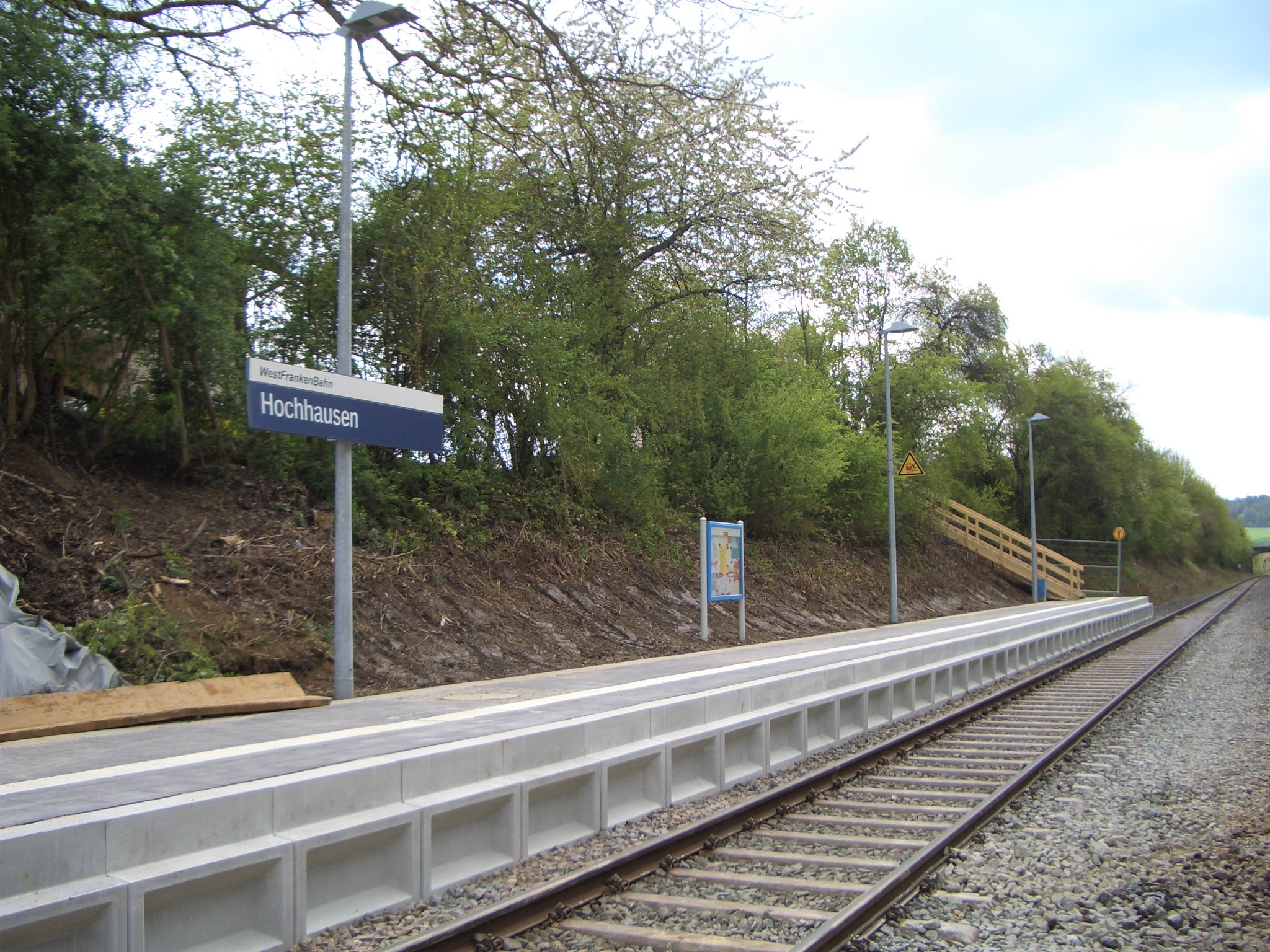
Die bauliche Länge eines Bahnsteiges ist unter anderem von dem Zuschlag für ungenaues Halten abhängig.

Der Zuschlag für ungenaues Halten (auch Zuschlag für Bremsungenauigkeit genannt) ist für Bahnsteige im Bereich der Deutschen Bahn ein Zuschlag, der je nach örtlichen Gegebenheiten aufzuschlagen ist. Die Baulänge abzüglich des Zuschlags ergibt die von Zügen nutzbare Bahnsteiglänge.
Die Planungsrichtlinie 813 „Betriebliche Infrastrukturplanung“ der DB sieht einen Zuschlag in Höhe von fünf Metern für ein ungenaues Halten eines Zuges vor. Diese Längenangabe wird von der Bruttobaulänge eines Bahnsteiges abgezogen, womit die Nettobaulänge nebst des Zuschlags für die Signalsicht abhängig von dem Zuschlag für das ungenaue Halten ist. Die Bestelllänge eines Bahnsteiges richtet sich nach dem längsten dort planmäßig haltenden Zug, zuzüglich des Zuschlags für ungenaues Halten.
Auch bei nutzbaren Gleislängen ohne Bahnsteige kommt der Halteungenauigkeitszuschlag zur Anwendung.
Zur Nutzlängenoptimierung wird in Stuttgart Hauptbahnhof im Betrieb mit ETCS Level 2 ohne konventionelle Licht-Hauptsignale erwogen, unter anderem die Zuschläge für ungenaues Halten und Signalsicht zusammenzufassen.